# De l'âge du trash à l'âge du zen
Albums de Ludwig von 88
De l'âge de la crête à l'âge du bonze
(2004)
De l'âge du trash à l'âge du zen est une compilation de titres du groupe de punk français Ludwig von 88, sortie en 2004 sur le label Crash Disques de PIAS.

## Compilation
Cette compilation regroupe différents titres ou versions qui n'apparaissent pas sur les albums du groupe.
Elle reprend intégralement les maxis suivants :
- New Orleans (1991)
- In the Ghettos (1993, à l'exception de In the Ghettos)
- Le Crépuscule des fourbes (1996)

En plus de ces maxis, la compilation inclut huit autres titres rares ou inédits du groupe.
Sur la pochette de l'album, le groupe est nommé Ludwig von 91-00 ; l'album est sous-titré « 10 ans de folie furieuse ».
Une deuxième compilation, De l'âge de la crête à l'âge du bonze, sortie le même jour chez le même éditeur, reprend ce principe, mais pour la période antérieure à 1991.

## Pistes
La compilation contient les pistes suivantes :
1. New Orleans
Originellement sur New Orleans, mai 1991
2. Western
Originellement sur New Orleans, mai 1991
3. Gott mit uns
Originellement sur New Orleans, mai 1991
4. Salman's not Dead
Originellement sur New Orleans, mai 1991
5. 4560 RP
Originellement sur New Orleans, mai 1991
6. CS 137 (Batman Mix)
Originellement sur New Orleans, mai 1991
7. Paris brûle-t-il ? (Dance Mix)
Originellement sur New Orleans, mai 1991
8. Kaliman (Jazz Mix)
Originellement sur New Orleans, mai 1991
9. Ce jour heureux est vraiment trop triste
Originellement sur New Orleans, mai 1991
10. Cassage de burnes
Originellement sur New Orleans, mai 1991
11. La Chance aux chansons
Originellement sur In the Ghettos, juillet 1993
12. Nous
Originellement sur In the Ghettos, juillet 1993
13. Twist à Koweit City
Originellement sur In the Ghettos, juillet 1993
14. New Orleans (Live)
Originellement sur In the Ghettos, juillet 1993
15. Cannabis (Live)
Originellement sur In the Ghettos, juillet 1993
16. Kaliman (Live)
Originellement sur In the Ghettos, juillet 1993
17. End of the Trash
Originellement sur In the Ghettos, juillet 1993
18. Bruce Lee
Originellement sur Le Crépuscule des fourbes, 1996
19. Adrienne
Originellement sur Le Crépuscule des fourbes, 1996
20. Sous marin
Originellement sur la compilation It's a Frenchy Reggae Party"
21. Je gerbe 
Inédit
22. Boris in Wonderland
Inédit
23. Boulez
Inédit
24. L'Amour à mort
Originellement sur un CD commun avec René Binamé offert lors d'un concert de Saint-Valentin
25. Comme d'habitude
Inédit
26. Jodie Foster (version en anglais)
Inédit
27. Baby (version en anglais)
Inédit